# Bezirk Tournai-Mouscron
Der Bezirk Tournai-Mouscron ist einer von sieben Bezirken (Arrondissements) in der belgischen Provinz Hennegau. Er umfasst eine Fläche von 708,70 Quadratkilometern mit 225.839 Einwohnern (Stand: 1. Januar 2024) in zwölf Gemeinden.
Der Bezirk Tournai-Mouscron wurde am 1. Januar 2019 aus den ehemaligen Bezirken Mouscron und Tournai gebildet.

## Gemeinden im Bezirk Tournai-Mouscron
| Gemeinde                | Einwohner 1. Januar 2024 | Fläche km² | Dichte Einw./km² | NIS- Code | Postleitzahl                                                             |
| ----------------------- | ------------------------ | ---------- | ---------------- | --------- | ------------------------------------------------------------------------ |
| Antoing                 | 7.623                    | 31,13      | 245              | 57003     | 7640–7643                                                                |
| Brunehaut               | 8.099                    | 46,11      | 176              | 57093     | 7620–7624                                                                |
| Celles                  | 5.722                    | 67,14      | 85               | 57018     | 7760                                                                     |
| Comines-Warneton        | 18.391                   | 61,09      | 301              | 57097     | 7780–7784                                                                |
| Estaimpuis              | 10.748                   | 31,75      | 339              | 57027     | 7730                                                                     |
| Leuze-en-Hainaut        | 14.201                   | 73,53      | 193              | 57094     | 7900–7904, 7906                                                          |
| Mont-de-l’Enclus        | 3.879                    | 26,93      | 144              | 57095     | 7750                                                                     |
| Mouscron                | 59.987                   | 40,08      | 1.497            | 57096     | 7700–7712                                                                |
| Pecq                    | 5.966                    | 32,91      | 181              | 57062     | 7740, 7742–7743                                                          |
| Péruwelz                | 17.318                   | 60,56      | 286              | 57064     | 7600–7604, 7608                                                          |
| Rumes                   | 5.351                    | 23,72      | 226              | 57072     | 7610–7611, 7618                                                          |
| Tournai                 | 68.554                   | 213,75     | 321              | 57081     | 7500–7504, 7506, 7520–7522, 7530–7534, 7536, 7538, 7540, 7542–7543, 7548 |
| Bezirk Tournai-Mouscron | 225.839                  | 708,70     | 319              | 57000     | –                                                                        |